# Route européenne 932
Pour les articles homonymes, voir E932 et Route 932.
La route européenne 932 est une route reliant Buonfornello (it), une frazione de la commune de Campofelice di Roccella, dans la province de Palerme à Catane, en Sicile.